# Helenas termer
Helenas termer (latin Thermae Helenianae eller Thermae Helenae; italienska Terme Eleniane) var en badanläggning på Esquilinen i Rom, uppförd under 200-talet e.Kr. och restaurerad av kejsarinnan Helena åren 323–326 e.Kr. I slutet av 1500-talet uppdrog påve Sixtus V åt Domenico Fontana att riva merparten av ruinerna efter termerna i  samband med anläggandet av Via Felice. Det enda som återstår är resterna av termernas gigantiska vattencistern i hörnet av Via Eleniana och Via Germano Sommeiller.

### Webbkällor
- ”Terme Eleniane” (på italienska). IMPERIVM ROMANVM. Arkiverad från originalet den 5 mars 2020. https://archive.today/20200305193658/https://www.romanoimpero.com/2011/01/terme-eleniane.html. Läst 5 mars 2020.